# Value Added Reseller
Value-added reseller (VAR) — компания, которая модифицирует/расширяет возможности уже существующего продукта (то есть создаёт добавочную стоимость), а затем перепродаёт его (обычно — конечным пользователям) как новый продукт. Зачастую это практикуется в индустрии информационных технологий, когда к существующему аппаратному обеспечению добавляется программный продукт.
Добавочная стоимость может создаваться с помощью таких профессиональных сервисов как системная интеграция, консалтинг, обучение и внедрение. Добавочную стоимость также можно создать путём адаптации массового продукта под специфичные потребности конкретных пользователей.
Этот термин широко используется в качестве определения производителей компьютеров, которые закупают отдельные комплектующие и на их основе собирают готовые компьютеры. Делая это, сборщики продают готовые компьютеры по цене, превышающей стоимость компьютерных компонентов по отдельности. Покупая уже собранные компьютеры, клиенты платят за свою экономию времени и/или за нежелание заниматься самостоятельной сборкой компьютера.